# Puccinia glomerata
Puccinia glomerata är en svampart som beskrevs av Grev. 1837. Puccinia glomerata ingår i släktet Puccinia och familjen Pucciniaceae.   Inga underarter finns listade i Catalogue of Life.